# Dâmbovița megye
Dâmbovița megye (magyarul: Dombovica megye) közigazgatási egység Romániában, a Havasalföld régióban, Munténia területén. 4054 km2-es területével Románia 36. legnagyobb megyéje, ezzel az ország teljes területének csupán 1,7%-át adja. Emellett közel 480 ezer fős lakosságával Románia 15. legnépesebb közigazgatási egysége, ezzel az ország népességének 2,5%-ával rendelkezik, népsűrűsége meghaladja az országos átlagot.
Északról Brassó megye, keletről Prahova megye és Ilfov megye, délről Giurgiu megye és Teleorman megye, nyugatról pedig Argeș megye határolja. Székhelye a Havasalföldi Fejedelemség egyik volt fővárosa, a történelmi jelentőségű Târgoviște (Tirgovics). Emellett a megye jelentős városai közé tartozik a fontos ipari és üdülőhely Pucioasa, a szénbányászatáról ismert Moreni, illetve az elsősorban cementgyártásáról híressé vált Fieni.
Földrajzilag a Kárpátok déli lejtőin, valamint a Dâmbovița folyó völgyében helyezkedik el. A megye változatos tájakkal rendelkezik, ahol hegyek, dombvidékek és síkságok egyaránt megtalálhatók. A nyugati része a Kárpátok peremvidékéhez tartozik, míg a keleti rész sík területeken fekszik. Az éghajlat mérsékelt kontinentális, forró nyarakkal és hideg telekkel. A Dâmbovița megyei földrajz fontos szerepet játszik a mezőgazdaságban, iparban és turizmusban is.

Dâmbovița megye Románia területén

Történelme szorosan összefonódik Havasalföld történetével, mivel a középkorban fontos szereplője volt a román fejedelemségeknek. Târgoviște, a megye székhelye, hosszú időn keresztül Havasalföld fővárosa volt, és itt uralkodott Vlad Țepeș is, akinek híre világszerte ismertté vált. A török hódítás idején a megye stratégiai fontosságú területe volt, és számos fejedelmi konfliktus zajlott itt. A 19. század végére és a 20. század elejére az iparosodás révén a megye gazdasága jelentősen fejlődött, különösen a bányászat és a cementipar területén. A kommunizmus idején tovább bővült az ipari infrastruktúra, és Dâmbovița megye ipari központtá vált, miközben mezőgazdasága is fontos szerepet játszott a helyi gazdaságban.

## Nevének eredete
Dâmbovița megye nevét a róla elnevezett Dâmbovița folyóról kapta, amely a terület egyik meghatározó természeti eleme. A folyó neve a szláv dǫbŭ szóból ered, amely tölgyet jelent, így a név egy erdős, tölgyes területre utalhatott, amikor először használták. A folyó és a megye neve tehát szoros kapcsolatban áll a helyi tájjal és természetes környezettel, különösen a tölgyfákkal, amelyek a régió flórájának részei lehettek.

## Címer

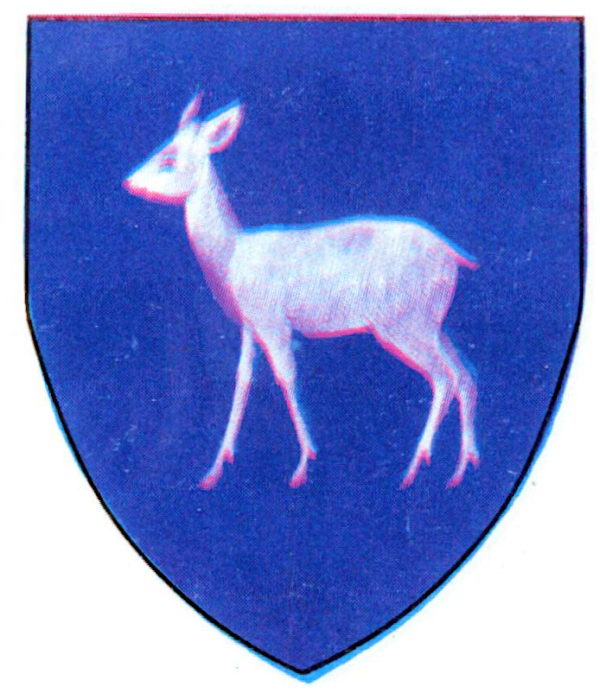
A megye történelmi címere

Dâmbovița megye címere egy őzet ábrázol, amely a megye természeti gazdagságát és vadon élő állatait szimbolizálja. Az őz az erdők és a természet védelmét is kifejezi, és a megye gazdag flórájára és faunájára utal. A címert egy kék háttér veszi körül, amely a Dâmbovița folyóra és a megye folyóira utal, miközben a címerelem a megye összetett történelmi és természetes örökségét is tükrözi.

## Földrajz
A Déli-Kárpátok déli részén található, a Román-alföld és az Előkárpátok találkozásánál. Változatos domborzata lépcsőzetesen helyezkedik el: északon a Bucsecs-hegység és a Leaota-hegység, utána következik dél felé az Előkárpátokon belül a Cândeşti-plató, még délebbre Târgovişte magasan fekvő mezeje illetve a Titu-síkság. Szomszédos megyék: nyugaton Prahova, délkeleten Ilfov, délen Giurgiu és Teleorman, északon Brassó. 4045 négyzetkilométeres területével az ország egyik legkisebb megyéje; a 41 megye között a 37. helyen áll. A megye legmagasabb pontja az Omu-csúcs (2505 m).
A két legfontosabb folyó a Ialomița és az Argeș. A Ialomița a Bucsecs-hegység déli oldalán ered, és a Cricovul Dulce folyóba torkollik, ahol kilép a megyéből. Teljes hossza 417 km, ebből a megye területén 158 km. Az Argeș a Fogarasi-havasok déli oldalán ered, teljes hossza 350km, ebből a megye területén 54 km. Az Arges legfontosabb mellékfolyója a Dâmbovița, melynek teljes hossza 286 km, ebből a megye területén 115 km.

## Éghajlat
Az éghajlat mérsékelt kontinentális. Az éves átlaghőmérséklet 0–3°C a hegyvidéken, illetve 10–15°C a síkvidéken. Az éves csapadékmennyiség 300–1400 mm (délről észak felé).
A legmagasabb hőmérséklet 40.4 °C volt, amit 1946-ban mértek Târgovișten, a legalacsonyabb -31 °C 1907-ben Gaesti-en. Átlagosan 160-170 a fagy nélküli napok száma. Az uralkodó szélirány az északnyugati és északkeleti, a legerősebb szél északkeleti (2.8 m/s).

## Gazdaság
A megye gazdaságában az ipar játszik meghatározó szerepet. A legfontosabb iparágak: fémipar, gépgyártás, építőanyag-gyártás, elektromos gépek és felszerelések gyártása, vegyipar, textilipar, élelmiszeripar. Kőolajat, földgázt és szenet termelnek ki. A Doiceşti-en hőerőmű szenet, Dobreşti-en és Scropoasán vízierőmű található.
A megye mezőgazdasága kiegyensúlyozott, egyformán jelen van a növénytermesztés és állattenyésztés. A megye összes területének 61%-a mezőgazdasági terület, 29,8% erdős terület. A mezőgazdasági terület 70,1%-a szántóföld, 17,7%-a legelő, 8,2%-a kaszáló, 4% szőlő és gyümölcsös.
A megye úthálózatának sűrűsége 43 kilométer 100 négyzetkilométerenként; ezzel a harmadik helyen áll az országban. A vasúthálózat sűrűsége 4,2 km 100 négyzetkilométerenként, ami az országos átlag (4,8 km) alatt van.

## Népesség
1930 óta a megye népessége az alábbiak szerint változott:
| Lakosok száma | 354 471 | 409 272 | 438 985 | 453 241 | 527 620 | 562 041 | 541 763 | 518 745 | 479 404 |
|               | 1930    | 1948    | 1956    | 1966    | 1977    | 1992    | 2002    | 2011    | 2021    |

A 2011-es népszámlálás adatai szerint a megye 518 745 lakosának 90,6%-a román, 5,3%-a roma, 0,3%-a bolgár. 156 fő magyar nemzetiségűnek vallotta magát. 2011-ben a negyedik legsűrűbben lakott megye az országban.
2020. július 1.-jén a megye lakossága 516 974 fő volt.

## Turizmus

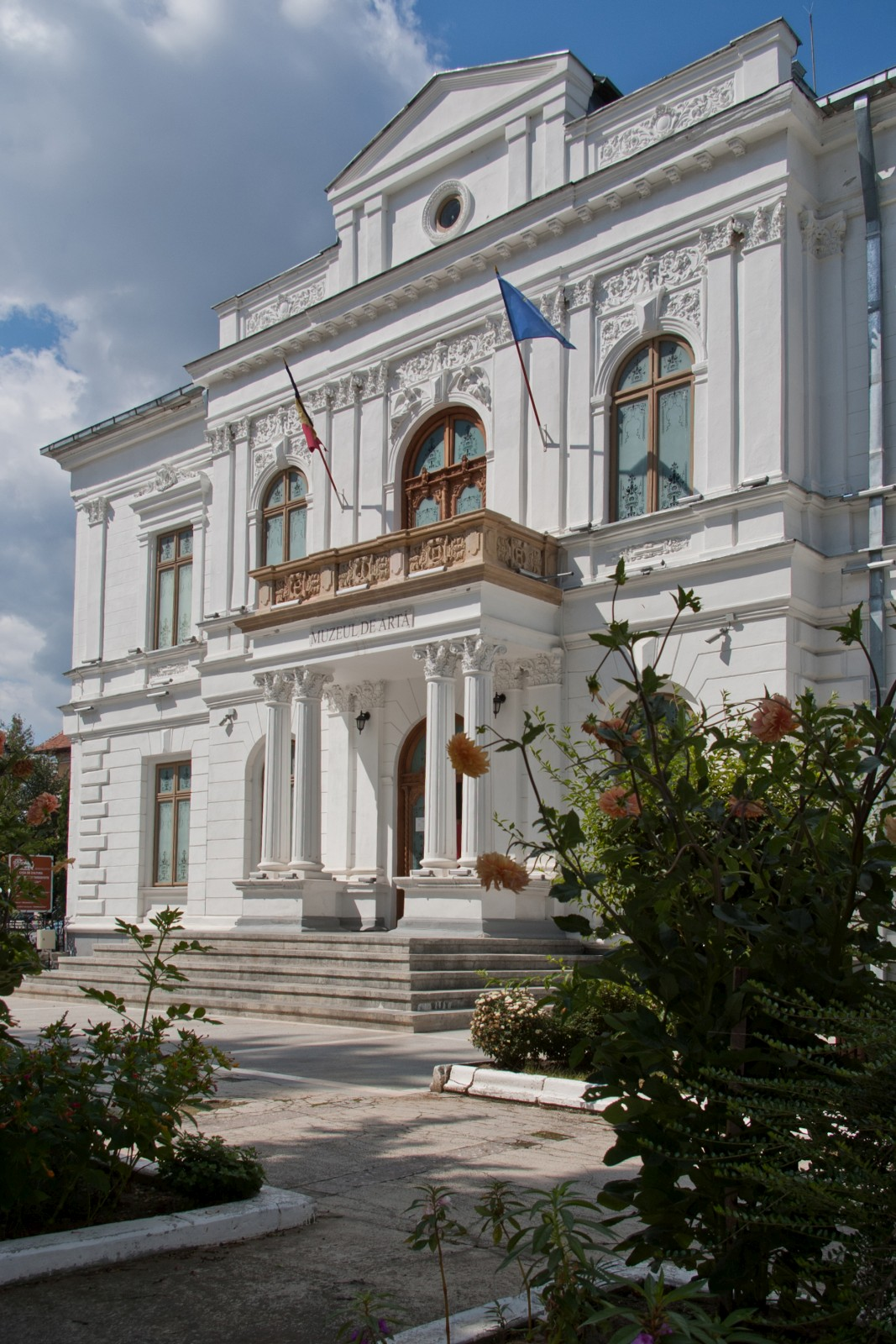
Târgovişte, a megyszékhely
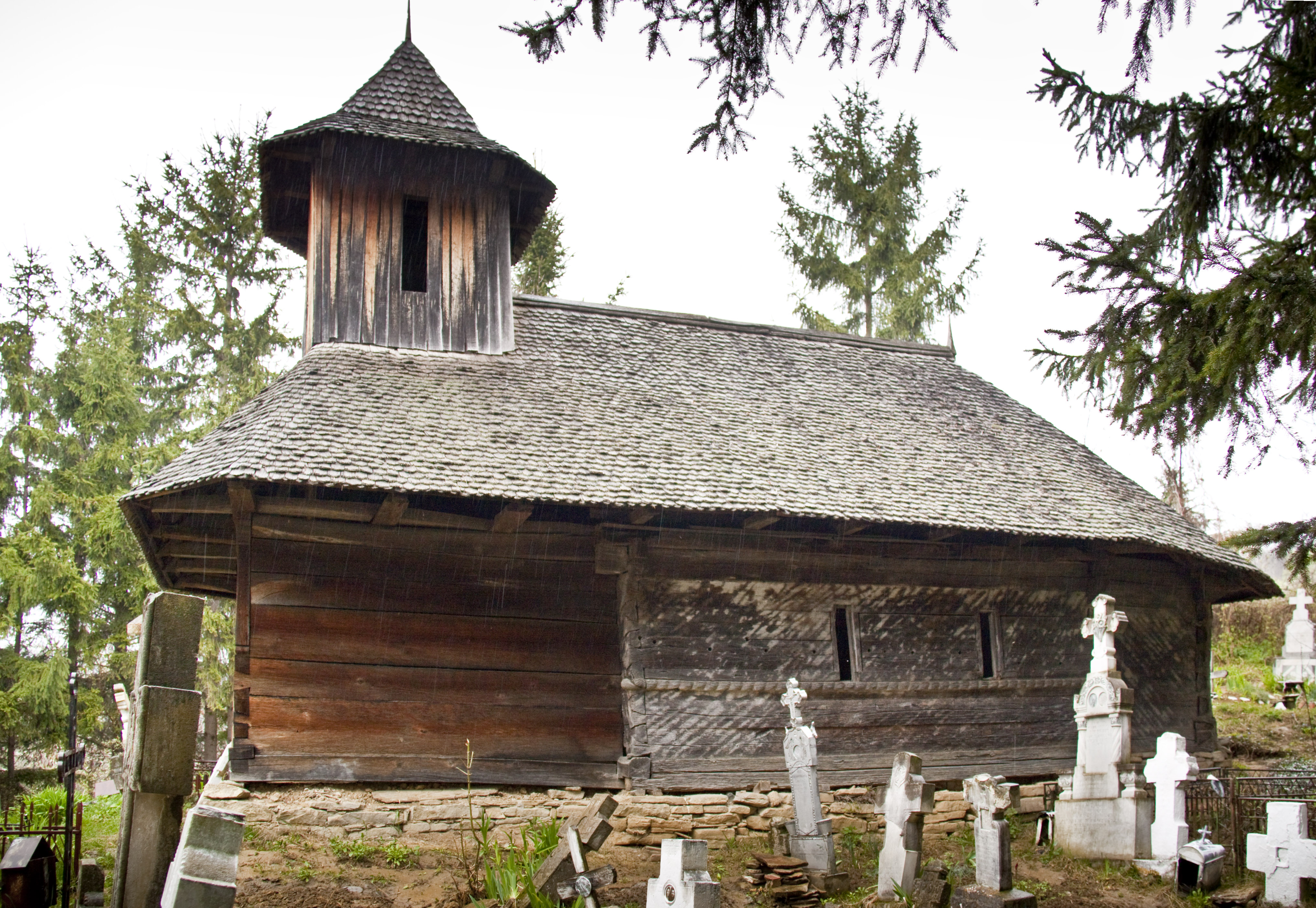
Fatemplom Mesteacănban
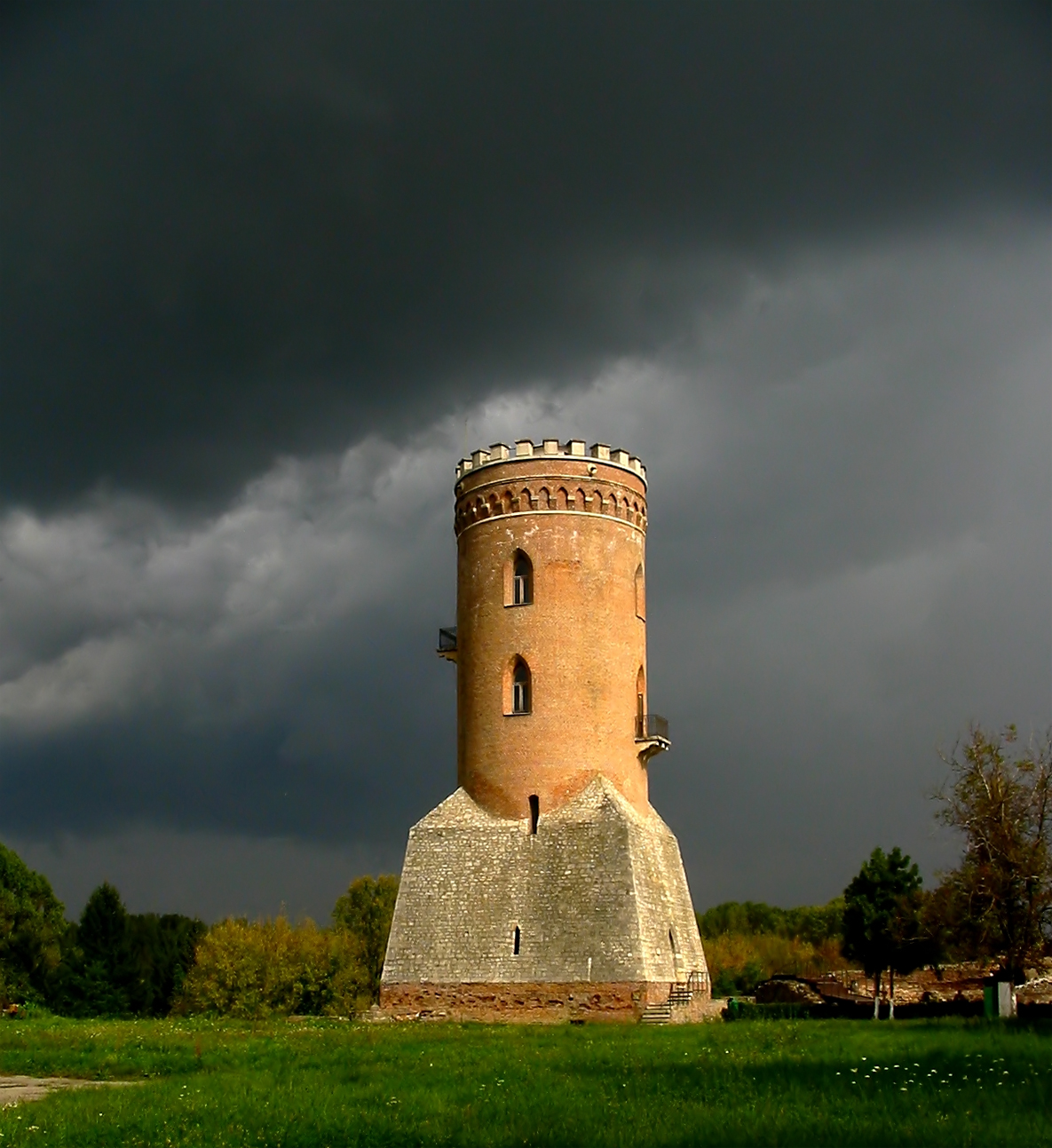
Chindia-torony
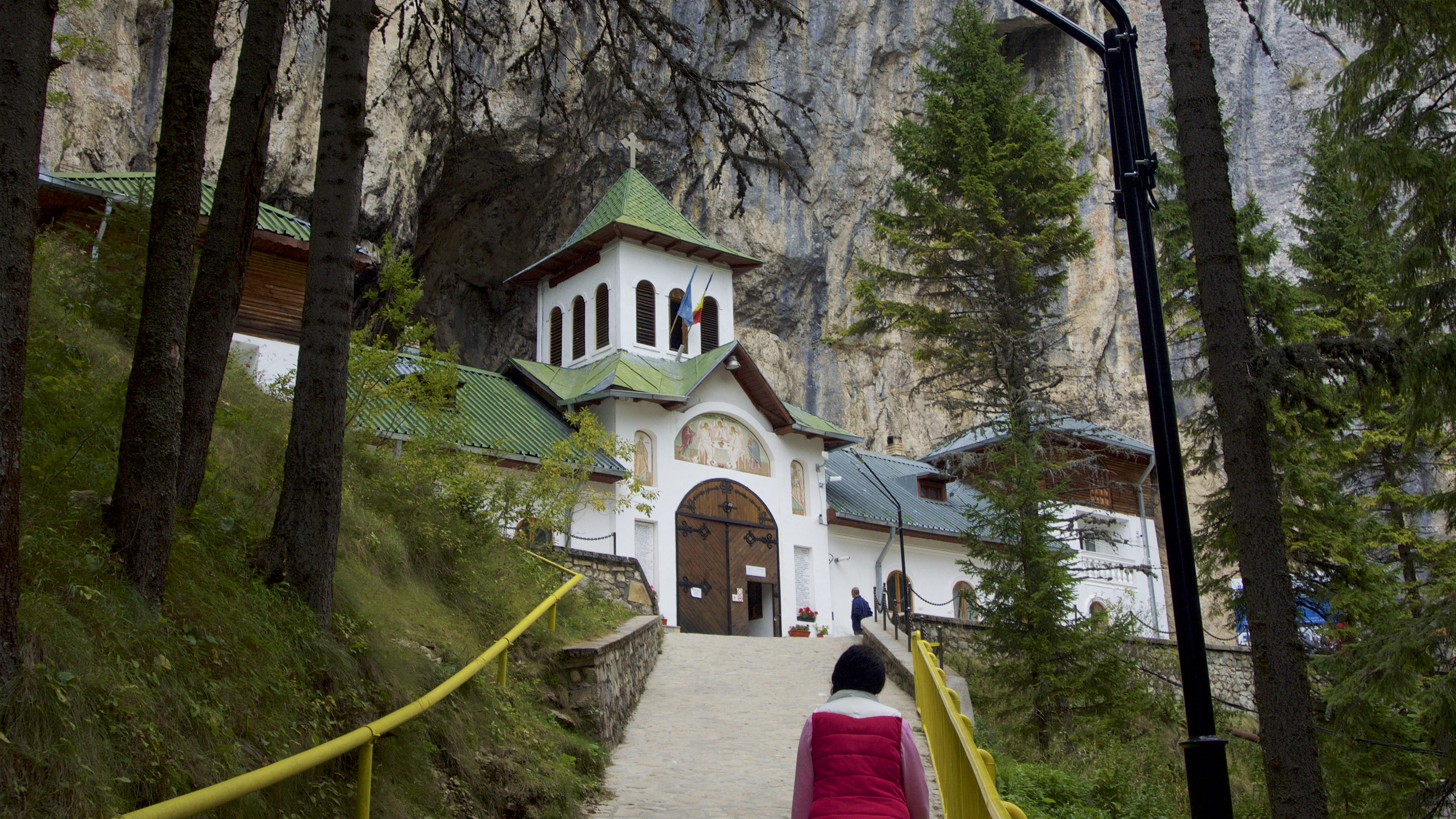
Ialomița-barlang
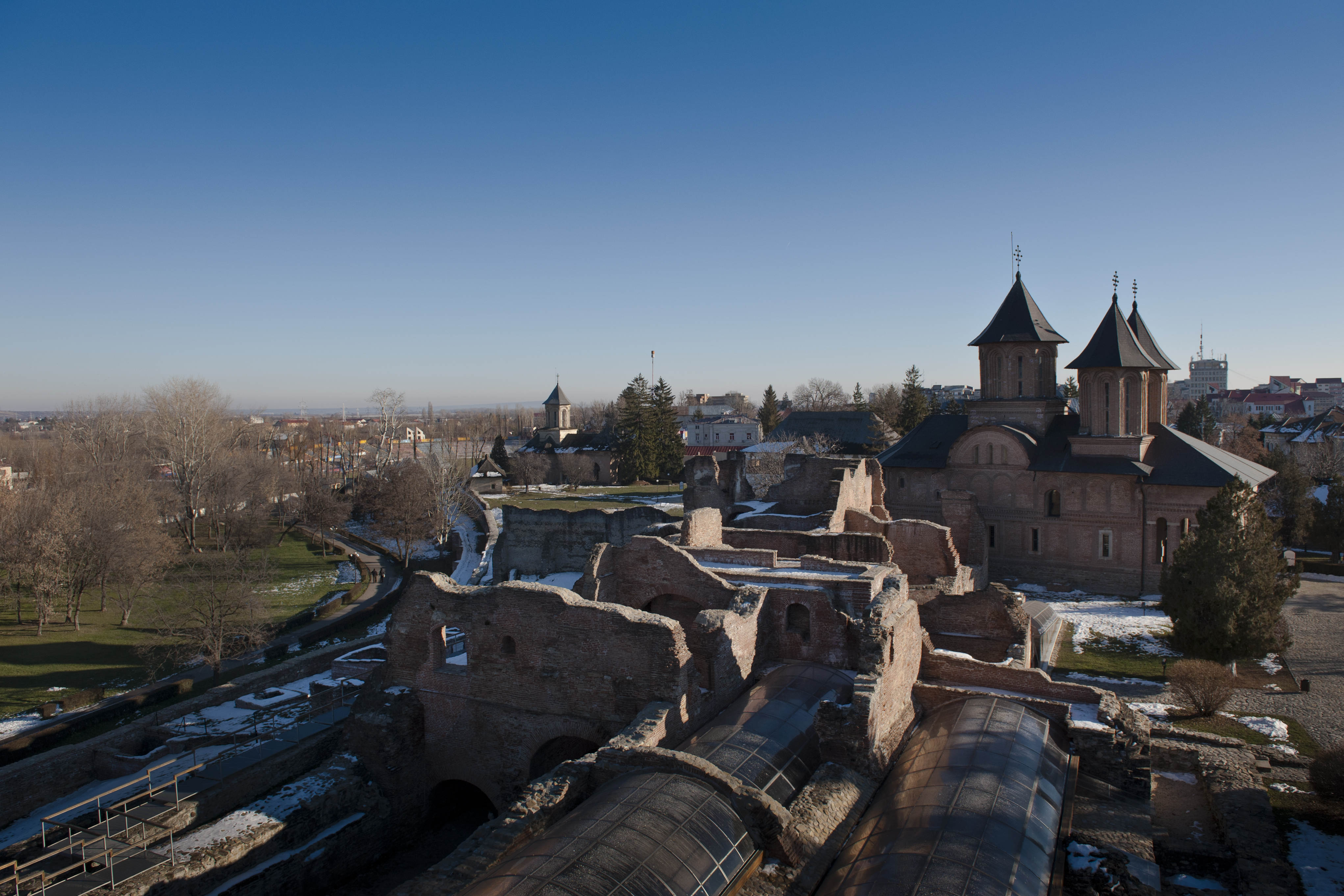
A középkori királyi udvar Târgoviște óvárosában

## Települések
(2018. december 31-i állapot szerint)
Dâmbovița megyében 2 municípium, 5 város, 82 község és 353 falu van.
Municípiumok: Târgoviște, Moreni
Városok: Găești, Pucioasa, Titu, Fieni, Răcari
Községek: Aninoasa, Băleni, Bărbulețu, Bezdead, Bilciurești, Braniștea, Brănești, Brezoaele, Buciumeni, Bucșani, Butimanu, Cândești, Ciocănești, Cobia, Cojasca, Comișani, Conțești, Corbii Mari, Cornățelu, Cornești, Costeștii din Vale, Crângurile, Crevedia, Dărmănești, Dobra, Doicești, Dragodana, Dragomirești, Finta, Glodeni, Gura Foii, Gura Ocniței, Gura Șuții, Hulubești, I. L. Caragiale, Iedera, Lucieni, Ludești, Lungulețu, Malu cu Flori, Mănești, Mătăsaru, Mogoșani, Moroeni, Morteni, Moțăieni, Niculești, Nucet, Ocnița, Odobești, Perșinari, Petrești, Pietrari, Pietroșița, Poiana, Potlogi, Produlești, Pucheni, Raciu, Răscăieți, Râu Alb, Răzvad, Runcu, Sălcioara, Șelaru, Slobozia Moară, Șotânga, Tărtășești, Tătărani, Uliești, Ulmi, Văcărești, Valea Lungă, Valea Mare, Văleni-Dâmbovița, Vârfuri, Vișina, Vișinești, Vlădeni, Voinești, Vulcana-Băi, Vulcana-Pandele